# Tentativa de golpe de Estado na Tailândia em março de 1977
A tentativa de golpe de Estado na Tailândia de março de 1977 foi uma tentativa de golpe militar contra o governo militar de Thanin Kraivichien e o líder da junta Sangad Chaloryu, por Chalard Hiranyasiri em 26 de março de 1977, mas falhou em doze horas. Chalard foi executado um mês depois sem julgamento, em retaliação ao assassinato de Arun Thavathasin, amigo próximo do rei Bhumibol Adulyadej.

## Antecedentes
A Tailândia mergulhou no caos político em 1976, com grupos anti-esquerda a tornarem-se cada vez mais violentos. Os militares pressionaram Kukrit Pramoj a dissolver o Parlamento. As eleições foram marcadas para 14 de abril. Os meses que antecederam a eleição foram particularmente agitados: o chefe do Partido Socialista foi assassinado, os Gauros Vermelhos tentaram bombardear a sede do Partido Nova Força (um partido de esquerda) e o Partido Chart Thai foi estabelecido com o slogan "direita mata esquerda". Os Democratas de Seni Pramoj conquistaram o maior número de assentos nas eleições e formaram um governo de coalizão instável. Kris Sivara foi nomeado ministro da Defesa, mas morreu uma semana depois. Sua morte foi chamada de "...repentina e estranha..."
As tensões aumentavam no seio das forças armadas à medida que diferentes facções lutavam para alcançar posições de poder, procurando papéis maiores na política. Uma das facções militares consistia em um ex-pupilo de Thanom, enquanto outra facção era liderada por Chalard Hiranyasiri, ex-vice-comandante do Exército Real Tailandês e ex-comandante do exército tailandês na Guerra do Vietnã.
Membros da facção militar de Chalard, incluindo o filho de Chalard, Asawin Hiranyasiri, visitaram o primeiro-ministro Seni Pramoj na casa de Seni em junho de 1976. O Exército Real Tailandês os dispensou por envolvimento com o governo de Seni em meio a rumores de um golpe. Grupos extremistas de direita também intensificaram a sua violência contra movimentos estudantis de esquerda.
Sangad Chaloryu deu um golpe de Estado em 6 de outubro de 1976, após o massacre na Universidade Thammasat, que se seguiu à turbulência política causada pelo regresso do ex-ditador Thanom Kittikachorn ao país, tendo-se exilado após a revolta popular tailandesa de 1973. As respectivas facções de Sangad e Chalard planejaram dar um golpe em outubro de 1976, mas Sangad o fez primeiro. Nenhuma das facções receberia grandes benefícios do governo civil de Thanin Kraivichien, estabelecido após o golpe. Em janeiro de 1977, Praphas Charusathien também retornou como leigo, mas nenhum conflito ocorreu.
Chalard recusou-se a apresentar-se ao serviço da junta militar de Sangad; foi dispensado no dia 10 de outubro por meio de anúncio na rádio pública. Chalard então entrou para a vida monástica em um templo budista de Bangkok por cinco meses, afirmou que queria se controlar, seu nome de monge era "Sirihiranyo". A morte de Kris e a dispensa de Chalard desenvolveram ainda mais sérios conflitos políticos.

## Eventos
Antes do amanhecer de 26 de março de 1977, Chalard Hiranyasiri, quatro oficiais do exército de nível médio e 300 militares da 9.ª Divisão de Infantaria na província de Kanchanaburi liderados pelo filho de Chalard, Asawin Hiranyasiri, tomaram o edifício do Comando de Operações de Segurança Interna, a estação Rádio Tailândia e três pequenas estações militares em Bangkok. Arun Thavathasin, um amigo próximo do rei Bhumibol Adulyadej e comandante popular da Guarda do Rei em Bangkok, e um praça, foram mortos por se recusarem a cooperar com Chalard na conspiração golpista. Uma pessoa ficou ferida depois que dois tanques destruíram o portão principal da base militar. Os conspiradores golpistas afirmaram que a razão da sua intentona foi que “as condições gerais de segurança nacional, a economia e as condições sociais têm vindo a deteriorar-se”.
Às 11h00, membros do governo da junta militar chegaram à estação de rádio e ordenaram que os rebeldes se rendessem. O governo de Thanin anunciou que seria concedido aos líderes golpistas o exílio no estrangeiro se libertassem os dois generais do exército como reféns, mas o Ministro da Defesa explicou depois que eles teriam de ser julgados pelo tribunal militar.
À tarde, a energia elétrica foi cortada na área da estação de rádio e no prédio do Comando de Operações de Segurança Interna. Enquanto isso, o governo continuava a transmitir durante todo o dia pela rádio e pela televisão. Os rebeldes mantiveram o edifício do Comando de Operações de Segurança Interna até depois do anoitecer, altura em que Chalard negociou o seu exílio com Serm Na Nakorn. Os soldados rebeldes renderam-se um por um, entregando os seus fuzis M16 aos soldados governistas em redor do complexo de edifícios.
Às 22h00, o governo Thanin anunciou um fim pacífico para a tentativa de golpe, transmitindo a 'profunda tristeza' do Rei Bhumibol Adulyadej e da Rainha Sirikit, durante a qual Thanin leu uma carta da Rainha Sirikit para a viúva de Arun. Vinte pessoas foram presas por motivos relacionados ao golpe fracassado. Apesar da promessa de exílio aos líderes da intentona golpista, eles foram presos e detidos sem permissão para entrar em contato com ninguém.

## Consequências
Kriangsak Chamanan e o primeiro-ministro Thanin Kraivichien aprovaram uma ordem para executar Chalard. O rei Bhumibol Adulyadej assinou ordens para retirar Chalard de todas as patentes militares, de acordo com fontes do palácio.
Chalard foi executado pela junta sem julgamento em 22 de abril de 1977. Antes da execução de Chalard, ele não teve permissão para ver sua esposa ou Asawin. Asawin e outros líderes da intentona golpista foram condenados à prisão perpétua. Catorze pessoas relacionadas com os rebeldes foram condenadas a penas longas, como Pichai Wassanasong, um proeminente comentarista televisivo, e Raksat Wattanapanich, o Diretor-Geral do Departamento de Relações Públicas.

### Citações
1. ↑  Chambers 2016, p. 4.
2. 1 2  Bamrungsuk 2017.
3. 1 2  Darling 1978, p. 155.
4. 1 2 3 4 5 6 7  Andelman 1977a.
5. 1 2 3  Andelman 1977b.
6. 1 2 3 4  Simons 1977.
7. 1 2 3  Darling 1978, p. 156.